# Helmut Thome
Helmut Thome (* 1945 in Wallau (Lahn)) ist ein deutscher Soziologe und emeritierter Professor für empirische Sozialforschung. Er ist insbesondere durch seine Arbeiten zur langfristigen Entwicklung von Gewaltkriminalität, zur empirischen Werteforschung sowie zur theoretischen Weiterentwicklung des Anomiebegriffs bekannt.

## Leben
Vor seiner 1993 erfolgten Berufung an die Martin-Luther-Universität Halle-Wittenberg arbeitete Thome nach seinem Studium an der Freien Universität Berlin, der University of Minnesota und der University of Massachusetts zunächst als wissenschaftlicher Mitarbeiter an der Freien Universität Berlin, der Technischen Universität Berlin sowie dem Zentralarchiv für empirische Sozialforschung an der Universität zu Köln. Thome lehrte bis zu seiner Emeritierung im Jahr 2010 an der Martin-Luther-Universität Halle-Wittenberg. Der Schwerpunkt seiner Lehrtätigkeit lag im Bereich Methoden der empirischen Sozialforschung, deren Anwendbarkeit auch im Rahmen geschichtswissenschaftlicher Forschungsstrategien er wiederholt herausgearbeitet hat. Im Anschluss leitete er ein von der DFG gefördertes Forschungsprojekt zur Soziologie des Gewissens. Darüber hinaus war er Gastprofessor an der Bergischen Universität Wuppertal (WS 2014/15) und wirkte als Gastdozent an der ECPSR Summer School 1993 an der University of Essex sowie als Fellow am Zentrum für interdisziplinäre Forschung (ZiF) der Universität Bielefeld (2007/08).

## Forschungsschwerpunkte
Ein zentraler Schwerpunkt von Thomes Forschung liegt in der langfristigen Analyse von Gewaltkriminalität. Dabei verbindet er historische Entwicklungsperspektiven mit gegenwartsbezogenen soziologischen Fragestellungen. Dies zeigt sich etwa in seinen empirischen Studien zur Kriminalität im Deutschen Kaiserreich (1883–1902) sowie zur regionalen Verteilung von Gewaltkriminalität im wiedervereinigten Deutschland. Seine vergleichende Untersuchung zur Entwicklung in Deutschland, England und Schweden zwischen 1950 und 2000 (gemeinsam mit Christoph Birkel) kombiniert umfassende Zeitreihenanalysen mit theoretischen Ansätzen. Im Mittelpunkt steht hierbei das Konzept des „desintegrativen Individualismus“, dessen Konstruktion vor allem durch Durkheims Unterscheidung eines „exzessiven“ vs. „kooperativen Individualismus“ sowie einer weiteren Unterscheidung zwischen prozessualen und strukturbedingten Formen der „Anomie“ angeregt wurde. Dieses Konzept wurde auch in die von Steven F. Messner und Richard Rosenfeld seit Ende der 1980er Jahre fortlaufend weiterentwickelte Institutional-Anomie Theory of Crime aufgenommen. Unter Rückgriff auf systemtheoretische Arbeiten von Niklas Luhmann hat Thome das Anomie-Konzept in einer späteren Arbeit noch weiter analytisch ausdifferenziert und Anomie als „normale“ Gegebenheit innerhalb funktional differenzierter Gesellschaften interpretiert. Hinzuweisen ist auch auf seine ebenfalls von Durkheim inspirierte Deutung des Rechtsextremismus (und Populismus) als eine Form des „regressiven Kollektivismus“.
Seine Arbeiten zur soziologischen Werttheorie hat Thome vor allem mit einer theoretisch und empirisch fundierten Kritik an Ingleharts Thesen zum Wertewandel begonnen. Später hat er in seiner Kritik an der gängigen empirischen Werteforschung (über Inglehart hinaus) auch analytische Perspektiven aus Luhmanns Systemtheorie mit einbezogen. Die mit verschiedenen theoretischen Forschungsansätzen verbundenen empirischen Erhebungen zum Wertewandel in der Bundesrepublik Deutschland fasst Thome in einem kritischen Überblick in dessen zentralen Entwicklungslinien zusammen. Eine kompakte Darstellung der in der einschlägigen Literatur vorfindbaren analytischen Dimensionen des Wert-Begriffs sowie eine repräsentative Auswahl global registrierter Forschungsergebnisse liefert sein Beitrag zur Encyclopedia of the Social and Behavioral Sciences sowie ein erweiterter deutscher Sammelbandbeitrag hierzu.

## Auszeichnung
2002 wurde Thome mit dem 2. Preis der Fritz-Thyssen-Stiftung für herausragende sozialwissenschaftliche Fachaufsätze ausgezeichnet. Der Preis wird jährlich von der Deutschen Gesellschaft für Soziologie verliehen.